# Poecilipta janthina
Poecilipta janthina är en spindelart som beskrevs av Simon 1896. Poecilipta janthina ingår i släktet Poecilipta och familjen flinkspindlar.
Artens utbredningsområde är Queensland. Inga underarter finns listade i Catalogue of Life.